# Agnitio (software)

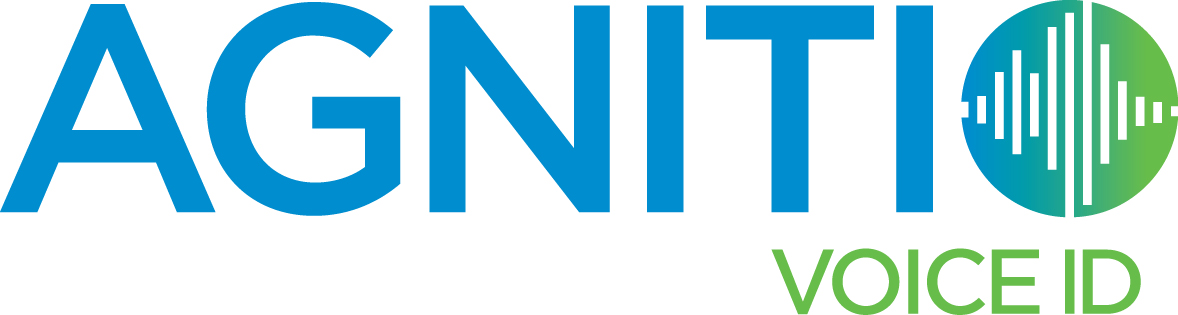
Logo van Agnitio

AGNITIO S.L. is een technologisch bedrijf dat software produceert voor stemherkenning. Het bedrijf werd opgericht in 2004 als een spin-off van de Biometric Recognition Group - ATVS aan de Technische Universiteit van Madrid. Producten van Agnitio werden gebruikt door politiediensten in meer dan 35 landen in Europa, Azië en Amerika, waardoor het bedrijf beschouwd wordt als een marktleider in forensische vocale biometrie.
Het bedrijf werd op 19 oktober 2016 overgenomen door Nuance Communications, nu als de “afdeling openbare veiligheid”.
Agnitio komt ook prominent voor in de Spyfiles, een lijst van 160 bedrijven in de spionage-industrie die WikiLeaks vrijgaf in 2011.